# The Scots Peerage
The Scots Peerage, auch The Scots peerage – a history of the noble families of Scotland, ist eine Buchreihe, die in den Jahren 1904 bis 1914 von James Balfour Paul (1846–1931) herausgegeben wurde und in Edinburgh bei David Douglas erschien. Der vollständige Reihentitel lautet “The Scots Peerage, founded on Wood’s edition of Sir Robert Douglas’s Peerage of Scotland, containing an historical and genealogical account of the nobility of that kingdom” (deutsch: „The Scots Peerage, gegründet auf Woods Edition von Sir Robert Douglas’ Peerage of Scotland, enthaltend einen historischen und genealogischen Bericht über den Adel dieses Königreichs“).

## Inhalt
Inhaltliche Vorlage für die Reihe ist das 1764 bis 1768 verfasste Werk The peerage of Scotland von Sir Robert Douglas, 6. Baronet of Glenbervie (1694–1770), das zunächst im Jahr 1798 unter den Titel Baronage of Scotland, Containing an Historical and Genealogical Account of the Gentry of that Kingdom erschien. Dieser enthält historische und genealogische Angaben zu Adligen aus dem Schottischen Königreich. 1813 erschien eine zweite von John Philip Wood überarbeitete und korrigierte Auflage. Diese Angaben sind der Grundstock für The Scots Peerage. Die Buchreihe beginnt mit den schottischen Königinnen und Königen und spiegelt die Geschichte des schottischen Adels wider. Es sind sowohl ausgestorbene als auch fortgeführte Titel enthalten. Die Einträge zu den Adelshäusern sind mit zahlreichen Wappen und anderen heraldischen Kennzeichen versehen.

## Bandübersicht
Der Herausgeber wird als Sir James Balfour Paul, mit dem Titel Lord Lyon King of Arms bezeichnet. Die Bände enthalten Illustrationen von Graham Johnston.
- Band 1: Abercorn–Balmerino. 1904 (archive.org, Inhalt: Kings of Scotland, and Abercorn, Hamilton, Earl of, through to Balmerino, Elphinstone, Lord.).
- Band 2: Banff–Cranstoun. 1905 (archive.org, Inhalt: Banff, Ogilvy, Lord, through to Cranstoun, Cranstoun, Lord.).
- Band 3: Crawford–Falkland. 1906 (archive.org, Inhalt: Crawford, Lindsay, Earl of, through to Falkland, Cary, Viscount.).
- Band 4: Fife–Hyndford. 1907 (archive.org, Inhalt: Fife, The Ancient earls of, through to Hyndford, Carmichael, Earl of.).
- Band 5: Innermeath–Mar. 1908 (archive.org, Inhalt: Innermeath, Stewart, Lord, through to Mar, Stewart, Earl of.).
- Band 6: Marchmont–Oxfuird. 1909 (archive.org, Inhalt: Marchmont, Hume, Earl of, through to Oxfuird, Makgill, Viscount of.).
- Band 7: Panmure–Sinclair. 1910 (archive.org, Inhalt: Panmure, Maule, Earl, through to Sinclair, Sinclair, Lord.).
- Band 8: Somerville–Winton. 1911 (archive.org, Inhalt: Sommerville, Sommerville, Lord, through to Winton, Seton, Earl of.).
- Band 9: Index. 1914 (archive.org).

Ausgaben der Basiswerke
- Robert Douglas: The peerage of Scotland – containing an historical and genealogical account of the nobility of that kingdom, from their origin to the present generation: collected from the public records, and ancient chartularies of this nation, the charters, and other writings of the nobility, and the works of our best historians … R. Fleming, Edinburgh 1764 (archive.org).
- Robert Douglas, John Philip Wood: The peerage of Scotland – containing an historical and genealogical account of the nobility of that kingdom, from their origin to the present generation; collected from the public records … G. Ramsay, Edinburgh 1813 (archive.org).

## Mitwirkende Autoren
Die Einträge in den einzelnen Bänden wurden von unterschiedlichen Autoren erstellt oder überarbeitet.
| Kürzel           | Name                                       | Anmerkung                                                                                       | Mitwirkung an  |
| ---------------- | ------------------------------------------ | ----------------------------------------------------------------------------------------------- | -------------- |
| J. A. LL.D.      | Colonel James Allardyce (1829–1910)        |                                                                                                 | Band 4         |
| J. A.            | John Anderson                              | Reverend, Kurator des Historical Departments im H. M. General Register House und Mitherausgeber | Band 1–8       |
| P. J. A.         | P. J. Anderson                             | University Library, Aberdeen                                                                    | Band 7         |
| W. B. A.         | William Bruce Armstrong                    | Major                                                                                           | Band 3, 5      |
| W. C. B.         | William C. Bishop                          |                                                                                                 | Band 6         |
| R. E. B.         | The Hon. Robert E. Boyle                   | Colonel                                                                                         | Band 2–4, 7    |
| G. D. B.         | George Dames Burtcheall (1853–1921)        |                                                                                                 | Band 1         |
| C.               | The right Hon. the Earl of Cassillis       | K. T.                                                                                           | Band 2, 7      |
| D. C. V. C.      | Donald C. V. Campbell                      |                                                                                                 | Band 1         |
| J. C.            | James Campbell                             | Reverend, D. D.                                                                                 | Band 1–2       |
| G. W. C.         | George William Campbell                    |                                                                                                 | Band 8         |
| E. G. M. C.      | Evelyn G. M. Carmichael                    |                                                                                                 | Band 4, 7      |
| A. S. C.         | Allan S. Carnegie                          |                                                                                                 | Band 5–8       |
| W. B. C.         | W. B. Cook                                 |                                                                                                 | Band 1–2, 5–6  |
| A. O. C.         | Alexander Ormiston Curle (1866–1955)       | Writer to the Signet                                                                            | Band 2, 6      |
| J. B. C.         | J. B. Craven                               | Reverend                                                                                        | Band 2         |
| H. H. D.         | The Hon. Hew H. Dalrymple (1857–1945)      |                                                                                                 | Band 2, 6, 8   |
| W. K. D.         | William Kirk Dickson (1860–1949)           | LL.D., Keeper of the Advocates Library                                                          | Band 2, 3      |
| E. D.            | The Lady Edith Drummond                    |                                                                                                 | Band 7         |
| E. M. F.         | Mrs. E. M. Fullarton, née Home             |                                                                                                 | Band 4–5, 7    |
| M. R. R. M’G. G. | Miss M’Gilchrist Gilchrist                 |                                                                                                 | Band 6         |
| C. T. G.         | Charles T. Gordon                          |                                                                                                 | Band 4, 6      |
| A. T. G.         | Alexander Thomson Grant                    | Reverend                                                                                        | Band 2, 4      |
| F. J. G.         | Francis J. Grant (1863–1953)               | Rothesay Herald of Arms                                                                         | Band 1–8       |
| H. W. F. H.      | H. W. Forsyth Harwood                      | Herausgeber der Zeitschrift The Genealogist (Band 11–38)                                        | Band 1–3, 5–8  |
| D. C. H.         | David C. Herries                           |                                                                                                 | Band 4, 6      |
| A. W. I.         | Alexander W. Inglis                        |                                                                                                 | Band 4         |
| R. F. I.         | Robert F. Irving                           |                                                                                                 | Band 7         |
| A. H. K.         | Arthur H. Kerr                             |                                                                                                 | Band 5         |
| W. A. L.         | William Alexander Lindsay (1846–1926)      | K. C., Windsor Herald of Arms in Ordinary                                                       | Band 1, 3–4    |
| H. B. M.         | Hardy Bertram McCall (1859–)               |                                                                                                 | Band 6, 8      |
| A. J. M.         | A. J. MacDonald                            | Reverend                                                                                        | Band 5         |
| J. MacG.         | John MacGregor                             | Writer to the Signet                                                                            | Band 2, 7      |
| A. M.            | The Rev. Angus MacKay                      | Westerdale Manse.                                                                               | Band 7         |
| W. M.            | William MacMath (1844/1848–1921/1922)      |                                                                                                 | Band 2, 5      |
| J. R. N. M.      | James Robert Nicolson MacPhail (1858–1933) | K. C., Advokat                                                                                  | Band 1–3, 5, 8 |
| J. M.            | John Milne                                 | LL D.                                                                                           | Band 2         |
| K. W. M.         | Keith W. Murray                            |                                                                                                 | Band 1, 3, 8   |
| W. M.            | William Murray                             |                                                                                                 | Band 1         |
| K. P.            | Katherine Parker                           |                                                                                                 | Band 3         |
| J. B. P.         | Sir James Balfour Paul                     | LL.D., Lord Lyon King of Arms und Herausgeber                                                   | Band 1–6       |
| N. J. K. C. P.   | Neil James Kennedy-Cochran-Patrick (–1958) |                                                                                                 | Band 2         |
| A. R.            | Andrew Ross                                | Ross Herald of Arms Extraordinary                                                               | Band 2, 4, 8   |
| R.               | Marquess de Ruvigny (1868–1921)            |                                                                                                 | Band 5, 8      |
| G. S.            | George Seton                               |                                                                                                 | Band 3, 5      |
| A. F. S.         | Archibald Francis Steuart                  |                                                                                                 | Band 1–7       |
| J. H. S.         | John H. Stevenson                          | Unicorn Pursuivant of Arms in Ordinary                                                          | Band 2         |
| J. K. S.         | James K. Stewart                           |                                                                                                 | Band 1, 4      |
| C. S. T.         | Charles Sanford Terry                      | Burnett-Fletcher Professor of History an der Universität Aberdeen                               | Band 3         |
| J. M. T.         | John Maitland Thomson                      | LL.D.                                                                                           | Band 6         |
| W. W.            | The Hon. William Watson                    |                                                                                                 | Band 2         |